# Dag van de Overwinning

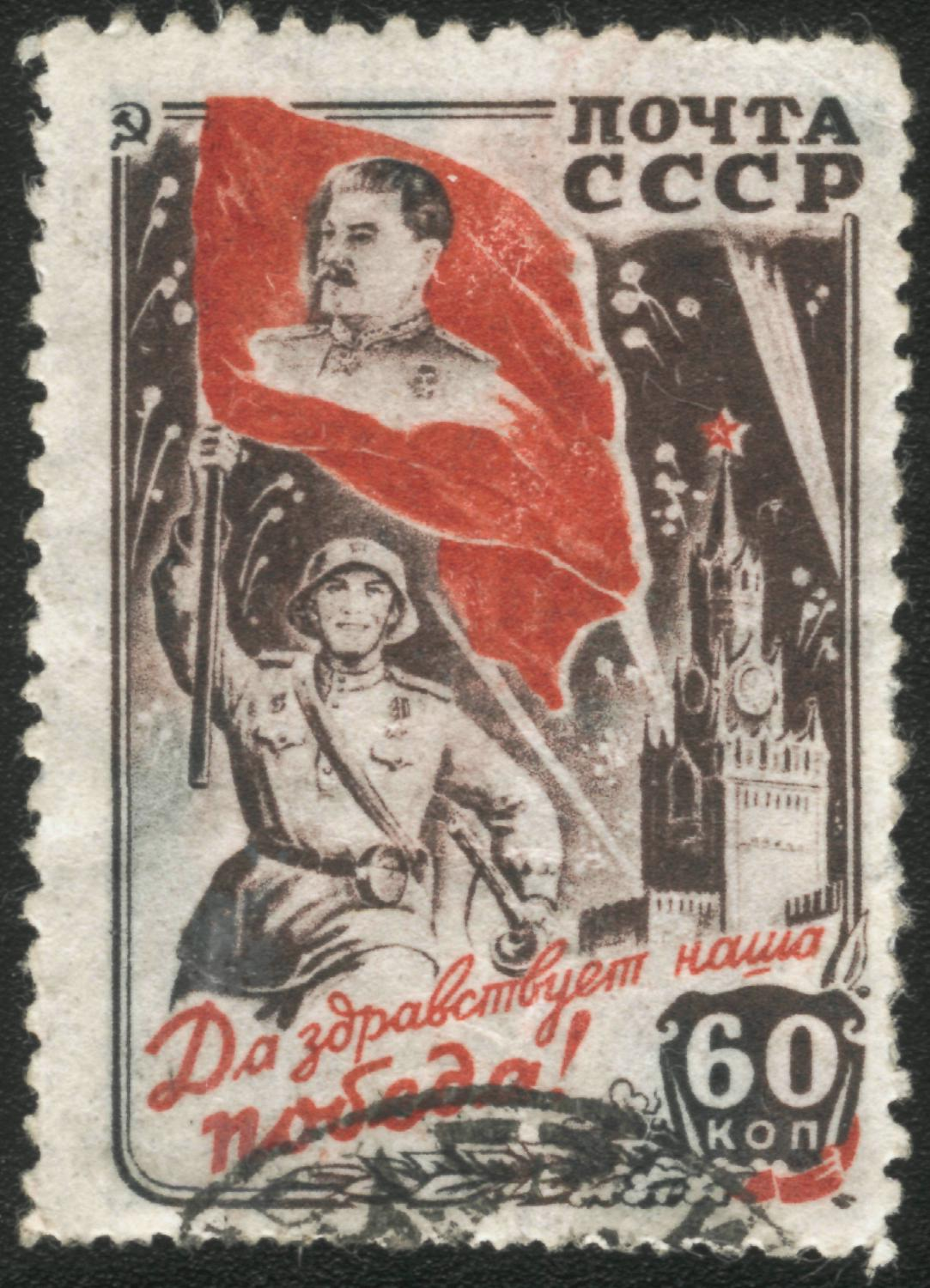
1945

De Dag van de Overwinning (Russisch: День Победы; uitspraak: Djeen Pabjèdi) is de dag (9 mei) waarop de voormalige Sovjetlanden, waaronder Rusland, de overwinning op nazi-Duitsland vieren. De herdenking vindt plaats in sommige oud-Sovjetlanden zoals Rusland, Wit-Rusland en Georgië, alhoewel de Russische het bekendst is.
Naar de herdenkingsdag wordt ook vaak verwezen als '9 mei'. De herdenking vindt plaats op deze dag omdat de Duitse overgave in Europa op 8 mei 1945 om 23:01 in Berlijn inging, en door het tijdzoneverschil was dat in Moskou 9 mei 1945 om 01:01 uur lokale tijd. Hoewel 9 mei al sinds 1945 een feestdag is, werd het in een paar Sovjet-republieken pas vanaf 1965 een vrije dag. Sinds het uiteenvallen van de Sovjet-Unie hebben enkele landen hun eigen weg ingeslagen in het houden van een herdenkingsdag. Oezbekistan, bijvoorbeeld, heeft de feestdag in 1988 afgeschaft. De Baltische Staten herdenken sinds het uiteenvallen van de Sovjet-Unie het einde van de Tweede Wereldoorlog op 8 mei, en Oekraïne ging daar in 2023 op over.
In het Verenigd Koninkrijk, Frankrijk en België wordt de vergelijkbare dag VE-dag (Victory in Europe Day) op 8 mei gevierd. In diverse andere West-Europese landen wordt de bevrijdingsdag op 8 of 9 mei gehouden (in Denemarken en Nederland op 5 mei). In de DDR werd op 8 mei een soortgelijke herdenking gehouden, genaamd 'Dag van de Bevrijding'. 
Na de annexatie van de Krim in 2014 en de latere annexatie van vier Oekraïense regio’s in 2022, kreeg de herdenking extra politieke lading. 

## Geschiedenis
De traditie van de parade startte in 1945, toen nazi-Duitsland zich had overgegeven en er hiervoor een nationale viering werd gehouden. De eerste parade in 1945 begon met het voor Jozef Stalin op een hoop gooien van alle Duitse banieren, waarna de parade begon. Deze parade is in de gehele Sovjet-tijd en na het uiteenvallen van de Sovjet-Unie blijvend gehouden, met als doel het herdenken van de gevallen Sovjet-soldaten en burgers.
De Dag van de Overwinning was altijd een belangrijk cultureel aspect in de voormalige Sovjet-Unie. Er werden liederen voor geschreven, er werden boeken over geschreven en de herdenking ging gepaard met vuurwerk, toespraken en minuten van stilte.
Na het uiteenvallen van de Sovjet-Unie heeft Rusland in de jaren 90 geen herdenkingen meer gehouden vanwege de interne politiek van de toenmalige regeringen. Sinds Poetin over Rusland regeert (vanaf 2000) is er weer sprake van herdenkingen op 9 mei.

### Veranderingen sinds 2014

#### Annexatie van de Krim
In maart 2014 annexeerde Rusland de Krim, wat internationaal als illegaal werd beschouwd. Enkele maanden later, op 9 mei 2014, bezocht president Vladimir Poetin Sebastopol, de belangrijkste marinebasis op het schiereiland. Dit bezoek vond plaats tijdens de Dag van de Overwinning en werd internationaal gezien als een symbolische bevestiging van de annexatie. In de daaropvolgende jaren werden op de Krim eigen parades en vieringen georganiseerd op 9 mei.

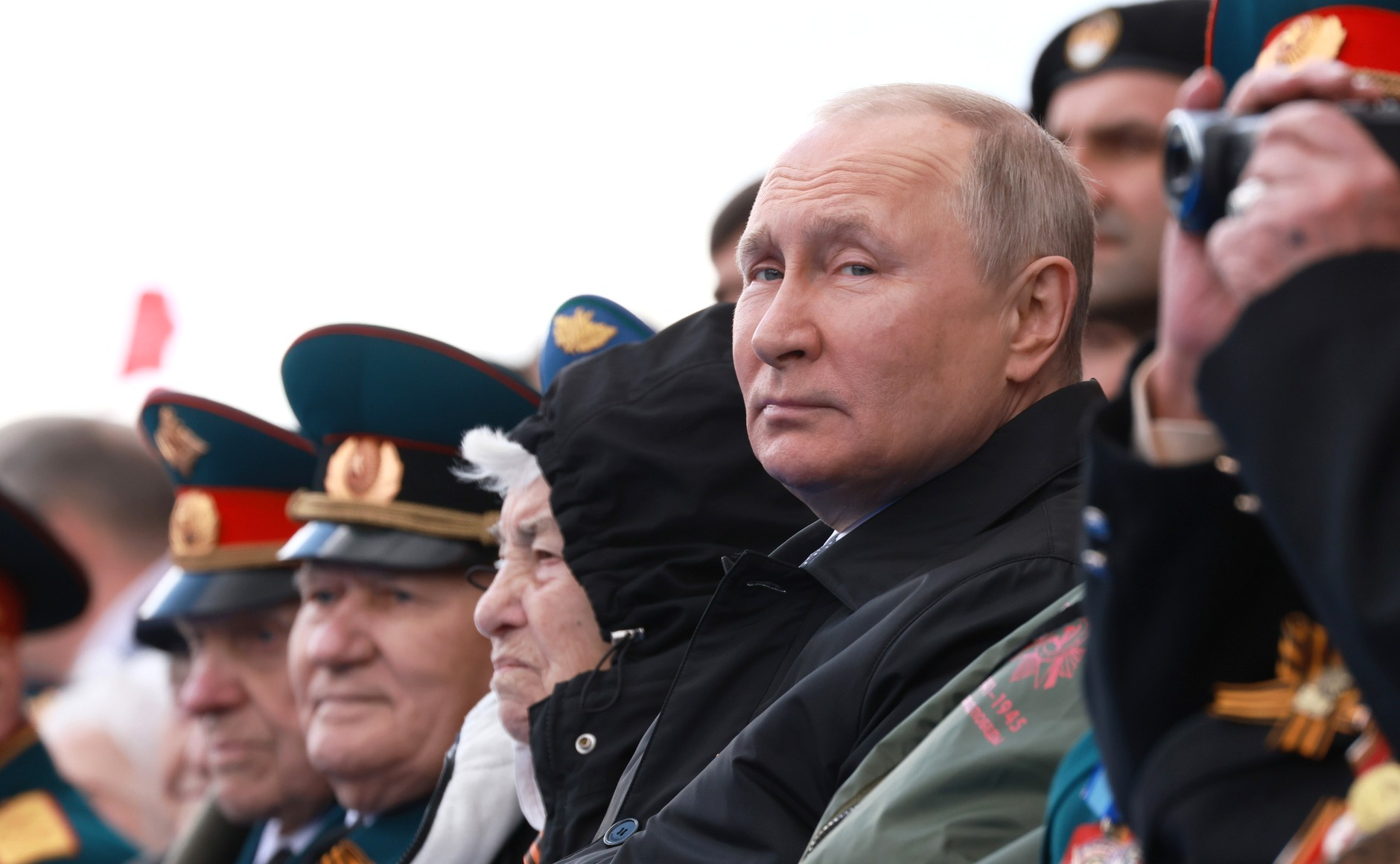
Vladimir Poetin tijdens De Dag van de Overwinning in 2022, na de illegale annexatie van Oekraïense gebieden.

#### Annexaties van 2022
In september 2022 kondigde Rusland de annexatie aan van vier bezette regio’s in Oekraïne: Donetsk, Loehansk, Zaporizja en Cherson. Sindsdien zijn er ook in deze gebieden vieringen van de Dag van de Overwinning gehouden, vaak onder toezicht van het Russische leger of lokale pro-Russische autoriteiten. Deze vieringen maken deel uit van het bredere Russische streven om de gebieden als integraal onderdeel van de Russische Federatie te presenteren.

## Reacties en protesten

### Bloemenprotesten
Tegenstanders van de oorlog in Oekraïne hebben in verschillende Russische steden gebruik gemaakt van zogeheten “bloemenprotesten”, waarbij bloemen werden neergelegd bij monumenten die verband houden met Oekraïne of met vrede. Deze stille protestvorm werd waargenomen in tientallen steden. Hoewel vreedzaam, leidde deelname in sommige gevallen tot arrestaties door de politie.

### Onsterfelijk Regiment
De mars van het Onsterfelijk Regiment, waarbij burgers foto’s van gesneuvelde familieleden uit de Tweede Wereldoorlog dragen, werd in 2023 door de Russische autoriteiten geannuleerd. Officieel gebeurde dit om “veiligheidsredenen”. Sommige waarnemers interpreteerden dit als een poging om te voorkomen dat portretten van recent gesneuvelde soldaten uit de oorlog in Oekraïne zouden worden getoond.

## Internationale reacties
De internationale gemeenschap, waaronder de Europese Unie en de Verenigde Staten, heeft de annexatie van Oekraïense gebieden unaniem veroordeeld. Deelname van buitenlandse politici aan de vieringen van 9 mei in Moskou is sindsdien een bron van diplomatieke spanning geworden. Zo leidde de aanwezigheid van de Slowaakse premier Robert Fico tijdens de viering in 2025 tot verdeeldheid binnen de EU.

## Viering

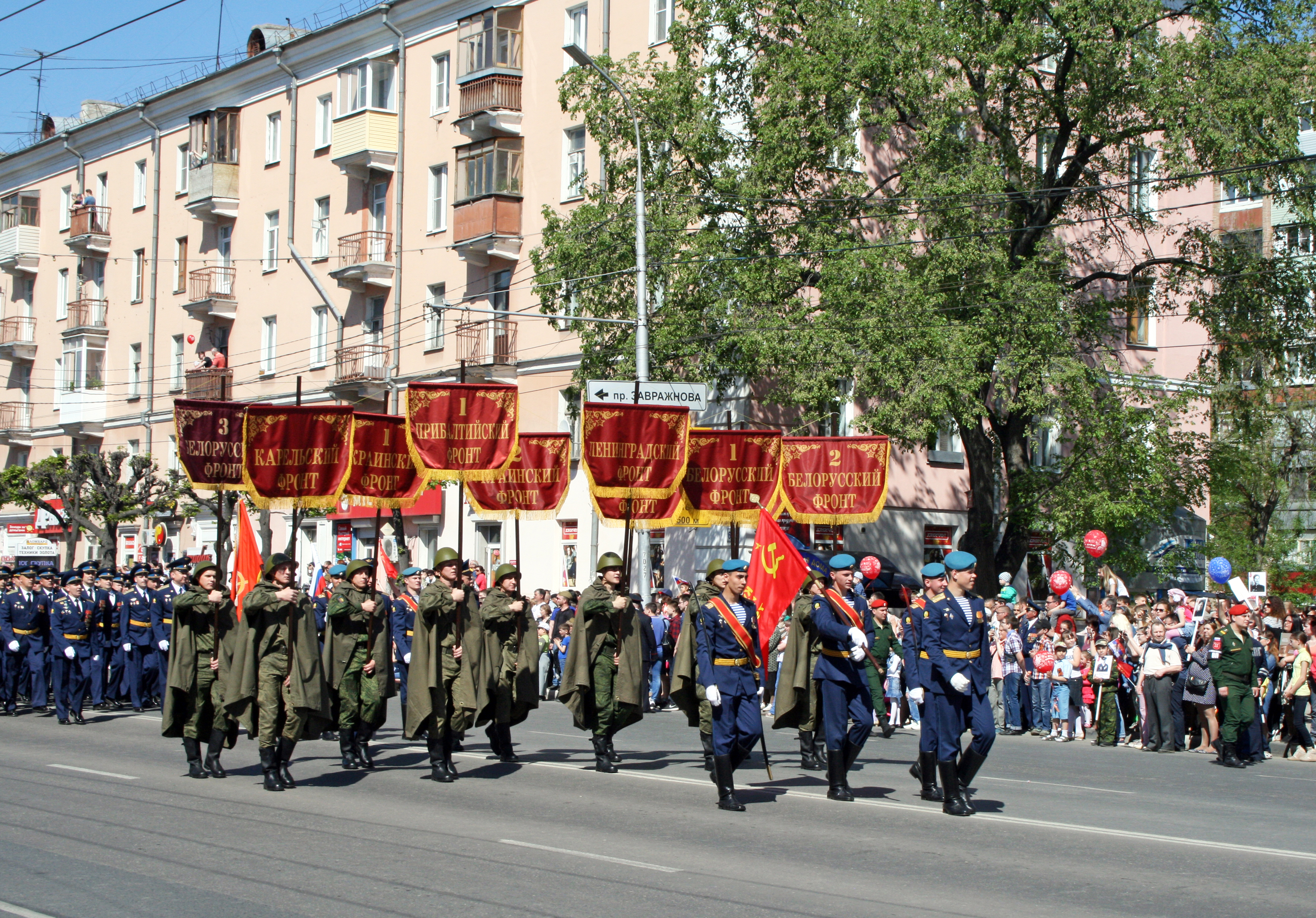
Dag van de Overwinning in Rjazan (2016).

Niet alleen in Moskou is het een groot gebeuren, in verschillende steden in Rusland worden er herdenkingen gehouden die in verband staan met de Tweede Wereldoorlog. Soms wordt er ook een parade gehouden waarin lokale militaire eenheden en civiele organisaties meelopen, zoals sportclubs en scholen.
De herdenking gaat gepaard met een parade waarin verschillende banieren van toenmalige legerdivisies worden gedragen. Eenheden die hebben meegevochten in de oorlog, zoals brigades en compagnieën, lopen in de parade. De diversiteit van deze eenheden is hoog en sommige bestaan niet meer; bijvoorbeeld: infanteriedivisies, caveleriedivisies, grenswachten, mariniers en NKVD-eenheden.
In de avond is er een concert in Moskou, op het Rode Plein, waarin verschillende artiesten liederen zingen over de Dag van de Overwinning. Dit concert wordt uitgezonden op de Russische televisie.

### Enkele landen die de Dag van de Overwinning vier(d)en
- Sovjet-Unie: herdacht/vierde de dag van de Overwinning vanaf 1946, als een feestdag, tot 1991. Het werd een vrije dag in 1965.
- Rusland: herdacht de dag van de Overwinning (50e verjaardag) sinds 1995 ("День победы"). Sinds Poetin over Rusland regeert (vanaf 2000) is de viering ook met parades en concert. De 60e en 70e verjaardag (2005 en 2015) werden groots gevierd. Het is daar een vrije dag, als de dag op een zaterdag of zondag valt is de maandag of vrijdag een vrije dag.
- Oekraïne (8 en 9 mei): "День Пам'яті" (Herdenkingsdag en Overwinningsdag)
- Wit-Rusland (9 mei) "Дзень Перамогі" (Overwinningsdag)
- Azerbeidzjan (9 mei): Viert de dag van de Overwinning vanaf 1992 als "Faşizm üzərində qələbə günü" (Overwinningsdag op het fascisme). Het is daar een vrije dag. Er wordt ook een parade gehouden waarin lokale militaire eenheden en civiele organisaties, zoals sportclubs en scholen, meelopen.
- Kazachstan (9 mei): Viert de dag van de Overwinning vanaf 1992 als "Жеңіс күні" of "День победы" (Overwinningsdag). Het is daar een vrije dag. Er wordt ook een parade gehouden waarin lokale militaire eenheden en civiele organisaties, zoals sportclubs en scholen, meelopen.
- DDR (8 mei): als Tag der Befreiung (Dag van de Bevrijding), een officiële feestdag van 1950 tot 1966 en in 1985. In 1975 gevierd als Tag des Sieges (Overwinningsdag) op 9 mei.

### Optreden van Polina Gagarina
In maart 2022 trad zangeres Polina Gagarina, bekend van haar deelname aan het Eurovisiesongfestival in 2015, op tijdens een bijeenkomst ter ondersteuning van de Russische militaire acties in Oekraïne. Deze gebeurtenis vond plaats in het Loezjniki-stadion in Moskou en werd georganiseerd door pro-regeringsinstanties. Haar deelname leidde tot kritiek in buitenlandse media en tot annuleringen van optredens in enkele andere landen, waaronder Kazachstan. Gagarina zelf heeft publiekelijk geen afstand genomen van het optreden.

## Gebeurtenissen in een notendop
- 2002: Bij een bomaanslag tijdens een militaire parade in Kaspiejsk (Dagestan) vielen 43 doden.
- 2004: De Tjetsjeense president Achmat Kadyrov werd vermoord door een landmijn onder de vip-tribune van het stadion van Grozny.
- 2015: Ter ere van de zeventigste verjaardag van de overwinning werd een van de grootste militaire parades ooit in Rusland gehouden. Ongeveer 16.000 militairen liepen mee. Bij de buitenlandse aanwezigen bevond zich onder meer de Chinese leider Xi Jinping, verschillende andere buitenlandse politici gingen niet in op de uitnodiging. Zij boycotten de parade wegens de Russisch-Oekraïense Oorlog.[1]
- 2022: De illegale annexaties van Oekraïense grondgebieden wordt ook gevierd. Dit leidde tot veel kritiek van andere landen.